# Златни гол
Златни гол је било правило у  Фудбалу које је ФИФА користила од 1993. до 2004. године.
Поред фудбала ово правило се користило у бејзболу, лакросу, хокеју на трави, хокеју на леду, флорболу, голболу и корфболу да би се одлучио победник меча (обично нокаут меч) у којем су резултати изједначени на крају утакмице током регуларног времена. Према овом правилу, игра се завршава када се постигне гол или поен; тим који постигне тај гол или поен у продужецима је победник. Званично, правило је уведено 1992. године, иако је са извесном историјом пре тога, правило је престало да важи за већину фудбалских утакмица које је одобрила ФИФА 2004. године. Сличан сребрни гол допунио је златни гол између 2002. и 2004. године.
Златни гол се и даље користи у утакмицама НЦАА и у утакмицама хокеја на трави које је одобрила ФИХ, као и у утакмицама хокеја на ролерима које је одобрио ФИРС. Сродни концепт, златна тачка, користи се у утакмицама Националне рагби лиге. Слично правило златног гола се такође користи у свим утакмицама продужетака Националне хокејашке лиге (НХЛ) (по потреби следи распуцавање, у регуларној сезони и предсезони), међутим, термин „златни гол” се не користи. Правило слично златном голу важи и у Националној фудбалској лиги (само ако се постигне тачдаун или сејф, или било који резултат у било ком поседу после првог поседа), иако се опет сам израз не користи.

## Историјат
Назив златни гол је први пут добио у чланку Тајмса од 16. априла 1992. године. Златно правило важило је за продужетке у нокаут фази фудбала, након што је меч завршен нерешеним резултатом после регуларног времена, први гол постигнут у продужецима донео би победу екипи. Тим који је постигао гол, ово је било засновано на концепту „изненадне смрти” који је присутан у тимским спортовима у Северној Америци.
Правила првог познатог организованог међуклупског турнира у било ком кодексу фудбала, Јудан купа из 1867, садржала су правило такозване „изненадне смрти” (sudden-death rule). Ако су резултати били изједначени после 90 минута, играо се до сат времена продужетка, при чему се победником проглашава први тим који постигне гол или црвену боју.[1] Ово правило је ступило на снагу у другом колу између Норфолка и Брумхола одиграног 23. фебруара 1867. године, када је Норфолк постигао гол након два минута продужетка и добио меч са 1 : 0. This rule came into effect in the second round tie between Norfolk FC and Broomhall FC played on 23 February 1867, when Norfolk scored a goal after two minutes of extra time to win the match 1-0.
Слично правило је коришћено следеће године у Кромвел купу, који се као и Јудан куп играо по Шефилдским правилима. У финалу овог такмичења, одиграном 1868. на Брамал Лејну у Шефилду, гол одлуке постигао је тада новоформирани тим под називом Венсдеј, сада познат као Шефилд Венсдеј.
Златни гол је уведен због уочених недостатака других начина за решавање нерешеног резултата у раунд-робин или нокаут турнирима где је потребан победник. Конкретно, продужеци могу бити напети и незабавни јер су екипе превише уморне и нервозне да би напале, радије се бране и играју на пенале. Извођење пенала често се описује као засновано на срећи и нерепрезентативно за фудбал. ФИФА је увела правило о златном голу 1993. године. Надало се да ће златни гол дати више нападачке игре током продужетака и смањити број извођења једанаестераца.

## Златни гол на Светским првенствима
| № | Голгетер     | Време | Репрезентација | резултат | Противник | Такмичење | Коло          | Датум         |
| - | ------------ | ----- | -------------- | -------- | --------- | --------- | ------------- | ------------- |
| 1 | Лорен Бланк  | 114'  | Француска      | 1–0      | Парагвај  | 1998.     | Осмина финала | 28. јун 1998. |
| 2 | Хенри Камара | 104'  | Сенегал        | 2–1      | Шведска   | 2002.     | Осмина финала | 16. јун 2002. |
| 3 | Ан Јунг-ван  | 117'  | Јужна Кореја   | 2–1      | Италија   | 2002.     | Осмина финала | 18. јун 2002. |
| 4 | Илхан Мансиз | 94'   | Турска         | 1–0      | Сенегал   | 2002.     | Четвртфинале  | 22. јун 2002. |

## Златни гол на Куп конфедерација
| № | Голгетер        | Време | Репрезентација | резултат | Противник        | Такмичење | Коло       | Датум              |
| - | --------------- | ----- | -------------- | -------- | ---------------- | --------- | ---------- | ------------------ |
| 1 | Хари Кевел      | 92'   | Аустралија     | 1–0      | Уругвај          | 1997.     | Полуфинале | 19. децембар 1997. |
| 2 | Куатемок Бланко | 97'   | Мексико        | 1–0      | Сједињене Државе | 1999.     | Полуфинале | 1. август 1999.    |
| 3 | Тијери Анри     | 97'   | Француска      | 1–0      | Камерун          | 2003.     | Финале     | 29. јун 2003.      |